# Analophus parallelus
Analophus parallelus là một loài bọ cánh cứng trong họ Cerambycidae.